# Альфредо Сібечі
Альфредо Сібечі (ісп. Alfredo Zibechi, нар. 30 жовтня 1895, Монтевідео — пом. 19 червня 1958) — уругвайський футболіст, захисник.
Насамперед відомий виступами за національну збірну Уругваю та клуб «Насьйональ» (Монтевідео).

## Клубна кар'єра
У дорослому футболі дебютував 1915 року виступами за команду клубу «Монтевідео Вондерерс», в якій провів два сезони.
1917 року перейшов до клубу «Насьйональ», за який відіграв 7 сезонів. Більшість часу, проведеного у складі «Насьйоналя», був основним гравцем захисту команди, п'ять разів вигравав чемпіонат країни. У цій команді і завершив професійну кар'єру футболіста у 1924 році. Тривалий час працював у клубі на різних посадах.

## Виступи за збірну
1915 року дебютував в офіційних матчах у складі національної збірної. Протягом десяти років у головній команді країни провів 39 матчів і одного разу відзначився забитим голом у ворота суперника.
На Олімпійських іграх 1924 року виграв золоту нагороду. На турнірі провів один матч, проти збірної Франції.
У складі збірної був учасником семи чемпіонатів Південної Америки. Здобув чотири золоті нагороди (1916 року в Аргентині, 1917 року в Уругваї, 1920 року у Чилі та 1924 року в Уругваї. Срібну медаль отримав на турнірі 1919 року в Бразилії, а дві бронзові — 1921 року в Аргентині та 1922 року в Бразилії.
Помер 19 червня 1958 року на 63-му році життя.

## Титули та досягнення
- Олімпійський чемпіон: 1924
- Чемпіон Південної Америки (4): 1916, 1917, 1920, 1924
- Срібний призер Чемпіонату Південної Америки (1): 1919
- Бронзовий призер Чемпіонату Південної Америки (2): 1921, 1922
- Чемпіон Уругваю (5): 1919, 1920, 1922, 1923, 1924